# کارلوس ساراته سرنا
کارلوس ساراته سرنا (اسپانیایی: Carlos Zárate Serna‎؛ زادهٔ ۲۳ مهٔ ۱۹۵۱) بوکسور اهل مکزیک بود.